# 新风轮
新风轮（学名：Calamintha debilis）为唇形科新风轮属下的一个种。

## 扩展阅读
- 維基物種上的相關：新风轮